# 葡萄牙
葡萄牙共和國（葡萄牙語：República Portuguesa），簡稱葡萄牙或葡國（ [puɾtuˈɣaɫ]），是位於西南歐伊比利亞半島上的一個共和制國家，實行單一制和半總統制政體，以里斯本為首都。葡萄牙的西部及南部瀕臨大西洋，北部及東部則與西班牙相接，本土總面積達92,212平方公里，而地處里斯本以西的羅卡角則為歐洲大陸的最西端。除本土之外，位於大西洋的亞速爾群島和馬德拉群島兩個自治區也是葡萄牙領土的一部分。
现今的葡萄牙和大多數歐洲國家一樣曾屬於罗马帝国，在羅馬滅亡後又迎來西哥特人和苏维汇人的定居，多方势力相互角鬥；8世纪时，摩尔人征服伊比利亚半岛的大部分地区，残留在半岛上的天主教国家随即开启针对伊斯兰教国家的收复失地运动。1139年葡萄牙王国正式成立，并由北而南逐步完成征服。16世纪起，葡萄牙成为重要的海上强国，全盛时期为欧洲的经济、政治和军事大国。在现存的所有欧洲国家之中，葡萄牙的殖民历史是最为悠久的，延续近600年，且曾建立庞大的殖民帝国，包括今日53个国家的部分领土，其官方语言葡萄牙语现今为世界第6大母語。19世纪，随着最大殖民地巴西的独立，葡萄牙的国势逐渐衰落。1910年10月5日革命推翻葡萄牙王室，成立不稳定的民主政权，随后经历数十年的军政府统治。1974年康乃馨革命爆发后，葡萄牙再次民主化。1999年，葡萄牙与中华人民共和国完成澳門主權移交，结束其作为殖民国家的历史。
葡萄牙是拥有发达经济与高生活品質的发达国家，2016年和平指数为世界第5位，社会进步指数为世界第18位，领先于法国、西班牙和意大利。葡萄牙是北大西洋公约组织和葡萄牙语国家共同体的创始成员，亦为联合国、欧洲联盟和经济合作与发展组织的一员。2001年，葡萄牙取消吸毒的刑事处罚，开世界之先例，但贩毒在葡萄牙仍为非法。

## 國名
葡萄牙语「Portugal」一词来源于拉丁语的「Portus Cale」，意为「加里人的港口」，为罗马人征服杜罗河河口地区时命名，「加里人」即是当时定居于杜罗河河口的一支古代部族。黑暗时代，河口地区为西哥特人及苏维汇人所征服，「Portus Cale」遂演变为「Portucale」，7世纪又逐渐变为「Portugale」。9世纪起，这个名称的描述对象扩大为杜罗河和米纽河流域之间的地区。11世纪，「Portugal」的用法固定下来。
汉语“葡萄牙”一词可能是对葡萄牙语的音译，也可能是对英语“Portugal”的音译，始见于清雍正八年（1730年）官员陈伦炯所撰《海国闻见录·大西洋记》：“葡萄牙者，澳门之祖家也。”除此之外，「Portugal」一词还存在多种不同的音译译法。明朝时，有「波而都瓦尔」及「蒲都丽家」等译法，《坤舆万国全图》称「波爾杜瓦爾」或「波爾杜曷爾」；清朝时，有着「博都雅」的译法，近代多以葡萄牙译之。「佛郎机」亦为明朝时对葡萄牙的称呼，原本是阿拉伯人对欧洲基督徒的笼统称呼「Frank」（源自法兰克）；因信仰基督教的葡萄牙人最先航海抵达东方，因此被称为「佛朗机」。在澳門，坊間曾有過將「葡萄牙共和國」意譯為「葡萄牙民國」的做法；亦有舊稱大西洋國。

## 历史

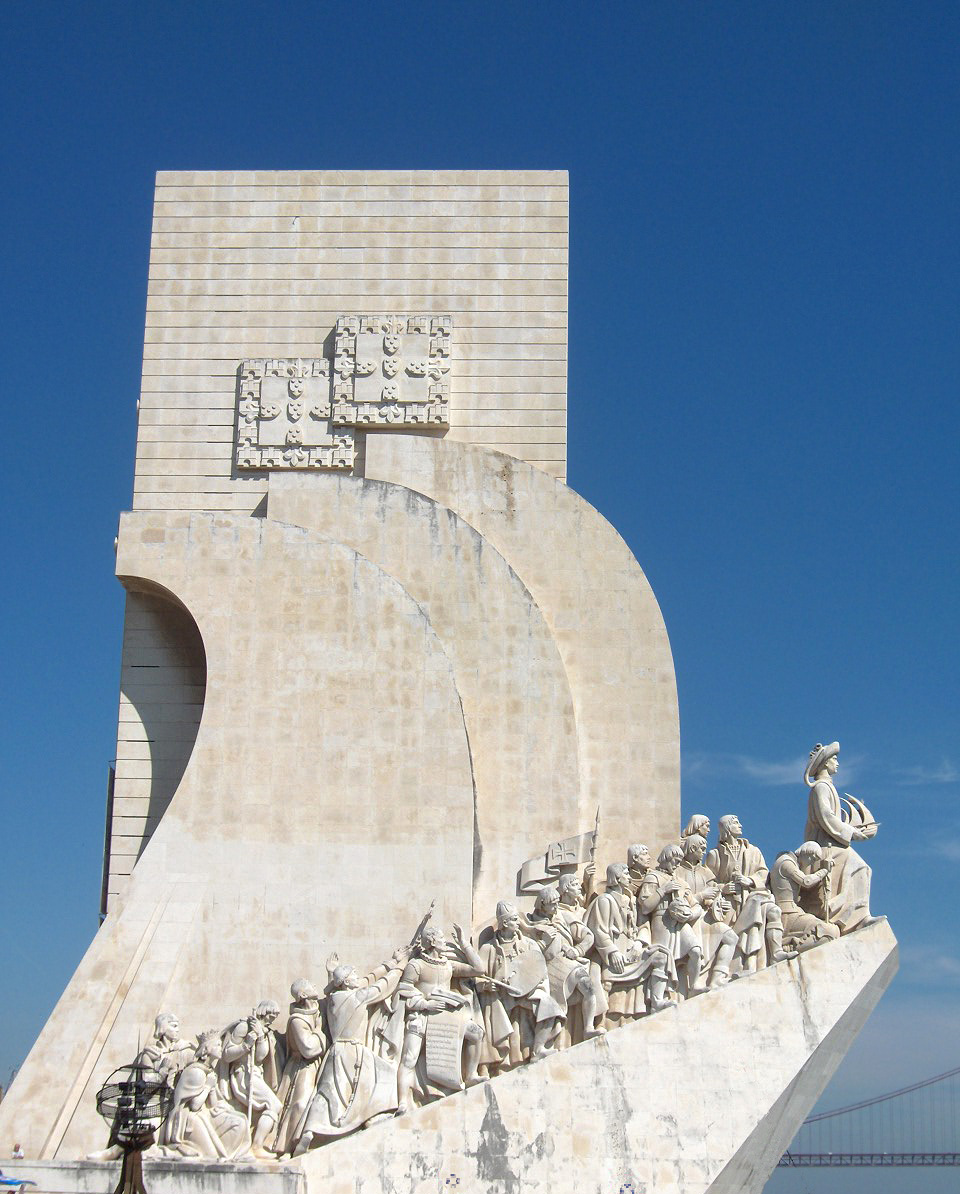
發現者紀念碑紀念15至16世紀航海時代的航海家、導航員、傳教士等葡萄牙人

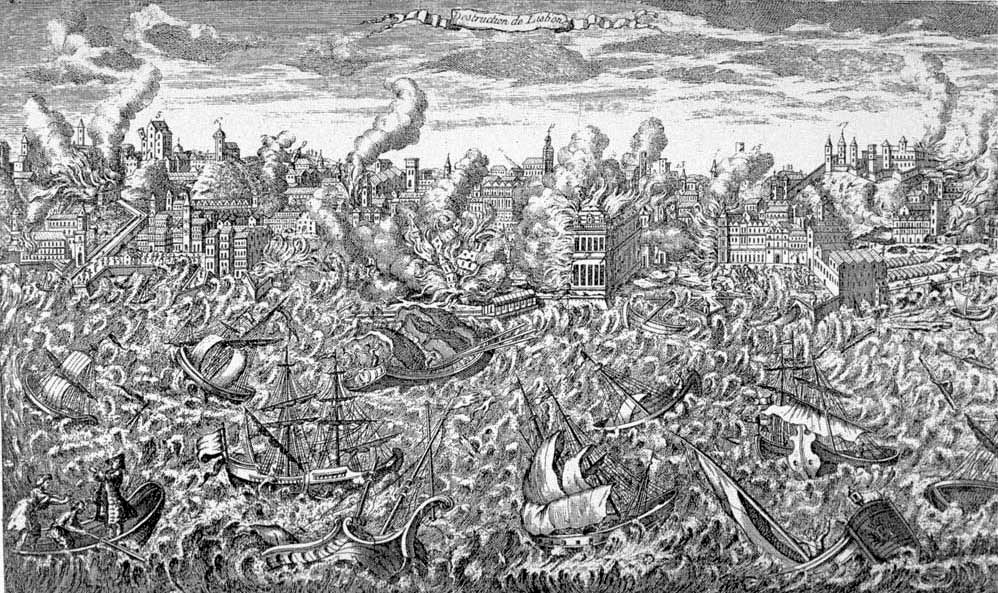
1755年 里斯本大地震

根據多年來的考古發掘，證實最晚在舊石器時代中期，今葡萄牙境內已經有尼安德塔人活動和生息。到了公元前1千年，已有凯尔特人在伊比利亚半岛定居下來。公元前140年前後，羅馬人征服了葡萄牙，並一直統治到公元5世紀日耳曼部落入侵。711年穆斯林入侵，僅葡萄牙北部還在天主教的手裡。1139年該地區成為葡萄牙王國，并隨著重新取回穆斯林所占據的部分而擴張起來。現代歐陸的葡萄牙疆界是在1249年國王阿方索三世手中完成的。
1383年葡萄牙国王斐迪南一世死后没有男性继承人，其女婿卡斯蒂利亚国王胡安一世宣布继位，但是遭到了葡萄牙贵族与公众的抵制，他们拥戴葡萄牙老国王佩德罗一世的私生子若昂一世（斐迪南一世的同父异母兄弟）继位，并在阿勒祖巴洛特战役中战胜卡斯蒂利亚，从而保障了葡萄牙的独立，同时也与卡斯蒂利亚处于紧张状态，这迫使葡萄牙不得不向海上发展。若昂一世有五个孩子，其中第三个儿子就是著名的航海家恩里克王子。
15、16世紀乃葡萄牙的全盛時代，在非、亚、美擁有大量殖民地，為海上強國。這一時期的歷史名人有恩里克王子、巴尔托洛梅乌·迪亚士、瓦斯科·达·伽马、斐迪南·麥哲倫等，葡萄牙也開創多項“第一”，包括最早探險至非洲最南端好望角的莫塞爾灣，開闢通往印度的新航線，麥哲倫的首次環航地球。但隨著其他歐洲國家繼取得海上霸權後，葡萄牙實力有所下降。在1578年與摩洛哥以及鄂圖曼土耳其的三王會戰中，年輕的塞巴斯蒂昂一世陣亡绝嗣，1580年在王位继承战争中被西班牙吞并，直到1640年王政复辟才摆脱西班牙统治。1755年首都里斯本发生芮氏規模9的大地震，造成10万人死亡，也令葡萄牙的国力严重下降，殖民帝国从此衰落。1807年遭到拿破崙法军入侵，1808年被法軍所佔領，導致葡萄牙的布拉干薩王室（Dinastia de Bragança）一度遷都到南美洲的殖民地巴西直到1812年戰爭結束才返回。在此期间为了争取巴西人民的支持，宣布葡萄牙与巴西的平等地位，并改国号为葡萄牙、巴西和阿尔加维联合王国。1822年巴西獨立，1825年葡萄牙承認巴西獨立。
1910年的10月5日革命推翻了君主制，國王曼努埃爾二世逃亡國外，葡萄牙正式成立第一共和国。
從1910到1926年，該國共換了45屆不同類型的政府，1915年曾歷經幾個月的軍人執政，1917到1918年又有過早期法西斯特徵的短暫軍人獨裁，這段期間政治暴力日漸猖狂，軍方對無能的多元政治不滿，儘管軍方內部不合卻能推翻政府，像是1925年一場軍事政變雖被挫敗，但隔年軍方克服內部分歧，5月發生军事政变，卡爾莫納元帅上台，建立军事独裁政府。他在1928年成為總統直到1951年去世。
财政部长安东尼奥·萨拉查于1928年4月被任命為財政部長，1931年组织“國民聯盟”，1930年就任总理，成为独裁者，在長達40年的時間，他一直是專制政權的要角。对内推行社團主義专政，对外于1936年追随納粹德國、法西斯意大利，帮助西班牙佛朗哥叛军进攻西班牙共和国政府。第二次世界大战时名义上保持中立，实际上亲近轴心国集团。二战之后于1949年4月加入北大西洋公约组织，同年6月接受马歇尔计划。1951年与美国签订“军事援助协定”，其后又签订各种协定，允许美国在葡萄牙及其属地建立军事基地。該時期國家情報與安全警察被整合為國家安全警備總署，並被用於大規模鎮壓異見人士。1974年4月25日发生康乃馨革命，一批中下级军官组成的“武装部队运动”推翻了持续42年的极右政权，开始民主化进程。
1986年，苏亚雷斯当选60年来第一位文人总统。1986年加入欧共体，1999年成为首批加入欧元区的国家之一，1999年12月20日根据中葡两国于1987年签署的关于澳门问题的联合声明将澳門的政权移交给中國。

## 地理
葡萄牙的国土包括伊比利亚半岛上的本土，以及大西洋上的马德拉群岛和亚速尔群岛，位于32°至43°N、32°至6°W之间。葡国领土面积92,090 km2（35,560 sq mi），其中陆地面积91,470 km2（35,320 sq mi），水域面积620 km2（240 sq mi）。葡国拥有1,727,408 km2的专属经济区，大小位居世界第11位。葡萄牙位于欧洲大陆的西南尽头，东面与北面与唯一的邻国西班牙接壤，西面则是大西洋。
葡萄牙本土地势北高南低，山地、丘陵广布。北部是梅塞塔高原；中部为山区，平均海拔800至1000米；南部（阿尔加维和阿连特茹）主要为丘陵，西部地区则主要为沿海平原。
葡国境内的最高峰是亚速尔群岛的皮库山，海拔2,351米（7,713英尺），是为亚速尔地标之一；本土最高峰则是埃什特雷拉山脈的托雷峰，海拔1,993米（6,539英尺），每年都会有众多喜好滑雪的冬季运动爱好者前往此地。特茹河是葡国本土的主要河流之一，发源于西班牙、向西流淌，最终在里斯本注入大西洋。其他河流有杜罗河、米尼奥河和瓜迪亚纳河等。
马德拉群岛和亚速尔群岛是葡萄牙在大西洋上的两个领地，其中，亚速尔坐落于三叉汇接区，横跨大西洋洋中脊；马德拉则位于非洲板块的热点处。此二地皆为火山和地震活动形成。两地的最后一次火山喷发事件发生在1957年，于亚速尔群岛的卡佩利尼奥山，亦有许多低烈度的地震随之而来。
- 圣米格尔岛的火山湖
- 埃什特雷拉山脉景观
- 蒙塔莱格里一带的冬季景观
- 杜罗河河谷的梯田
- 亚速尔群岛的皮庫山

### 气候
根据柯本气候分类法，葡国绝大部分地区属于地中海式气候，冬季多雨，夏季干燥，其中南部地区、内陆地区以及杜罗河流域夏季气温炎热，而北部地区、中部地区和阿连特茹沿海地区的夏季气温则较为温和。葡国海岸线北侧略偏向海洋性气候，而南部的贝雅区则偏向半干旱气候。
葡国是欧洲气温最为温暖的国家之一，就本土地区而言，北部山区的年平均气温为8—12 °C（46.4—53.6 °F），而南部地区则介于16—19 °C（60.8—66.2 °F）之间。南部的瓜迪亚纳河流域的年平均气温高达28 °C（82 °F），夏季能够达到40 °C（104 °F）的峰值；而历史记录的最高温度曾达到47.4 °C（117.3 °F），于阿马雷莱雅；最低温度则达到−17.0 °C（1.4 °F），于杜罗河畔米兰达。北部山区冬季温度或低至−10.0 °C（14.0 °F）以下，且自5月至10月常有降雪。降水方面，葡国的年平均降水量介于800至1000毫米之间。皮科峰一带是葡国国内的雨极，年降水量6,250 mm（246.1英寸）；北部和中部的雷亚尔城区、布拉干萨区、维塞乌区和瓜达区冬季常有降雪；南部降雪较少，高海拔地区除外。葡萄牙每年拥有2,500至3,200小时的日照，冬季的日日照时间为4－6小时，夏季为10－12小时，东南部和西北部地区日照时间相对较长。
葡萄牙西部沿海的海面温度冬季介于13—15 °C（55.4—59.0 °F）之间，夏季介于18—22 °C（64.4—71.6 °F）之间；南部沿海冬季介于15 °C（59.0 °F），夏季介于23—24 °C（73.4—75.2 °F）。
亚速尔群岛和马德拉群岛位于亚热带，但岛屿间复杂的气候细节以及粗糙的地形使得天气预报变得困难。两地的年平均气温变化幅度不大，沿海地区不少于20 °C（68 °F）。亚速尔群岛的一些岛屿则拥有旱季。根据柯本分类法，亚速尔群岛和马德拉群岛大部分属于地中海式气候，而亚速尔群岛的弗洛雷斯島和科尔武岛介于副热带湿润气候和海洋性气候之间，马德拉群岛的圣港岛属于半干旱气候、野蛮群岛属于沙漠气候，年降水量约为150 mm（5.9英寸）。两地的海面温度冬季介于17—18 °C（62.6—64.4 °F），夏季介于24—25 °C（75.2—77.0 °F），最高可达到26 °C（78.8 °F）。

### 生态环境

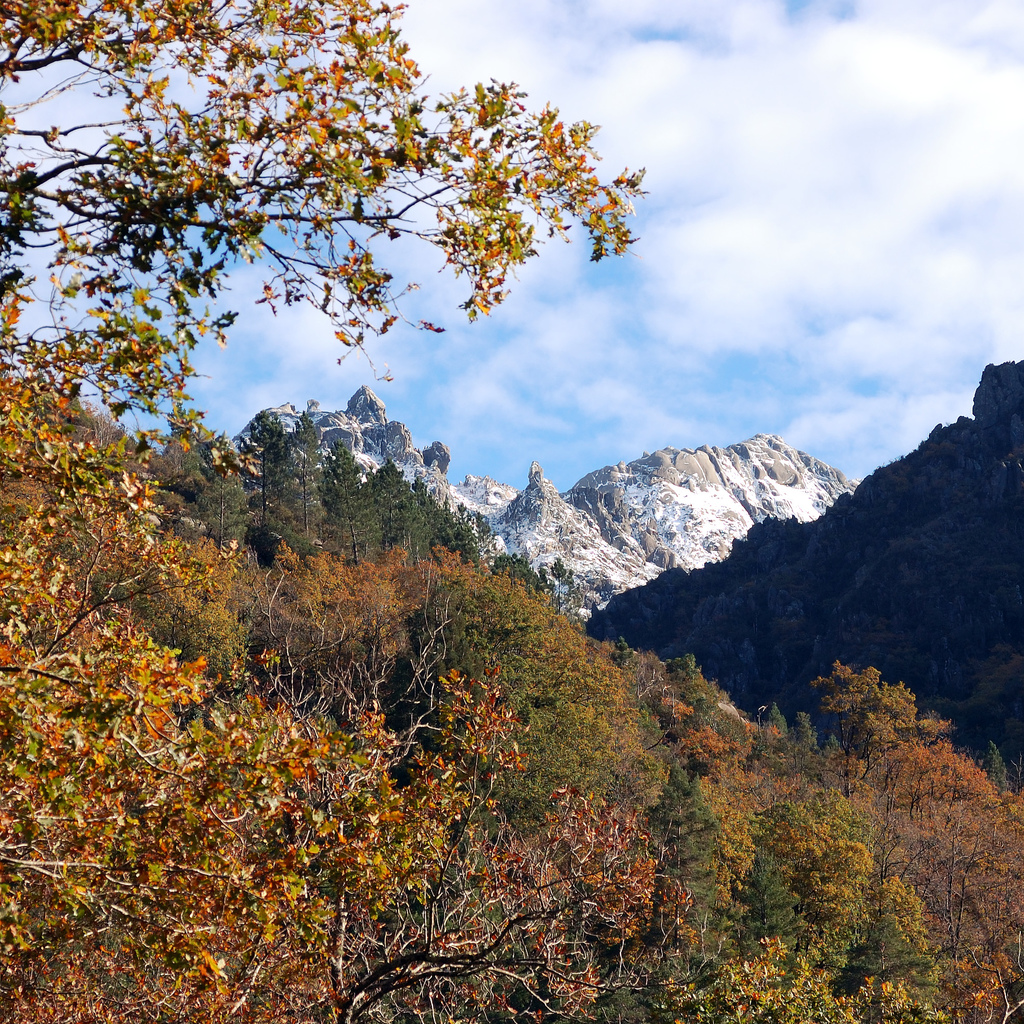
佩内达-热雷什国家公园是葡萄牙唯一的国家公园

虽然葡萄牙有着数千年的人类定居史，但是一些地区仍然保留着原始的植被地貌。热雷什地区拥有成熟的落叶针叶林，阿拉比达山则保留着全球罕见的地中海型成熟林，而马德拉本岛则分布有历史可追溯至第三纪的照叶林。在葡国的一些荒地，由于人口外流，比利牛斯栎等土生树木在当地有规模性的繁殖。照叶林（又称副热带常绿阔叶林）是一种特殊的植被类型，主要分布在欧洲的少数地区。亚速尔群岛和马德拉岛分布有大型的照叶林区，后者则拥有世界最大的连续型照叶林区，作为葡国的自然遗产保护区域。
葡国分布有许多种类的哺乳动物，如狐狸、獾、野山羊、伊比利亚猞猁、伊比利亚狼、斑猫、兔、鼬、獴和麝猫等。近数十年来，葡国境内的一些野生动物，例如野猪、伊比利亚马鹿、西方狍及伊比利亚野山羊的数量据信有着大量的繁殖。塞图巴尔等地还在市区发现过夜间漫游的野猪。葡国亦是众多候鸟的重要中转地。葡国境内有600多种鸟种，这其中包括定居型及沿途经过的候鸟两种分类，每年都有新的鸟种出现。圣维森特角和蒙希克山等地于春秋两季有数千于欧洲和非洲两地迁徙的鸟群经过，而亚速尔和马德拉则是美洲、欧洲和非洲三个大洲鸟类迁徙的中转地。
葡国境内拥有100多种淡水鱼，大如歐鯰，小如一些生长于小湖泊的地方型物种。由于栖息地丧失、水污染以及干旱的影响，其中一些物种处于严重濒危之中。葡萄牙海岸的上升海流使得当地富集营养，成为世界上最具营养的海水之一，其中分布有数千种海鱼，包括沙丁鱼、鲔鱼和鲭鱼等；其他海洋物种包括发光浮游生物等。葡国国内有许多特有的昆虫物种，只分布于特定地区；其他常见昆虫物种有锹甲和蝉等。马德拉和亚速尔群岛上有许多特有物种，包括鸟类、爬行类、蝙蝠、昆虫、蜗牛和蛞蝓等，它们与葡国本土的生物体系分离开来，自行进化。在马德拉有250多种可见的腹足纲动物。
葡国的自然保护区包括1所国家公园（Parque Nacional），12所自然公园（Parque Natural），9所自然保护区（Reserva Natural），5所自然纪念物区（Monumento Natural）以及7所受保护景观区（Paisagem Protegida）。其中佩内达-热雷什国家公园是葡国唯一的国家公园；其他的自然公园，还包括埃什特雷拉山自然公园、阿拉比达自然公园等。这些自然区生长有多样的植物群，包括分布甚广的海岸松、意大利石松、夏栎、比利牛斯栎、欧洲栗、西班牙栓皮栎、冬青栎和葡萄牙栎等。而桉树则因经济效益原因被引入葡国，尽管此举可能会带来生态环境问题。

## 政治
《葡萄牙共和国宪法》序言称：“制宪会议庄严宣布：葡萄牙人民决心保卫国家独立，捍卫公民基本权利，确立民主制度的根本原则，确保法治在民主国家中的最高地位，开辟走向社会主义社会的道路，以尊重人民的意志，建设一个更为自由、更加公正和更多友爱的国家。”
葡萄牙是实行半总统制和代议民主制的共和国。现行《葡萄牙共和国宪法》于1976年通过，规定了葡萄牙四大“主权机构”，即总统、政府、议会和法庭。
总统是葡萄牙的国家元首，以普选形式由公民投票选出，任期五年，可连任一次。总统的权力包括任免政府成员的权力、解散共和国议会的权力、否决立法的权力以及向某个国家宣战的权力。总统亦是国家武装力量的最高司令。国务会议是总统的顾问机关，包括所有1976年后当选的总统，以及6名高级文官和5名共和国议会代表，余下5人由总统自行选择。现任葡萄牙总统是马塞洛·雷贝洛·德索萨，于2016年就任。
总理是葡萄牙的政府首脑，负责领导政府工作，任期四年。总理由总统根据立法选举结果任命，一般为议会多数党的党魁。葡萄牙政府包括总理、副总理、各部部长以及正副国务卿，负责处理国内政治事务，是最高行政机关。政府拥有行政权，在自身运作领域、共和国议会通过的一般法律的具体细则领域，以及共和国议会承认的立法授权所覆盖的领域拥有有限的立法权。总理及各部部长组成部长会议，作为国家内阁。每届政府必须将施政纲要交付共和国议会讨论，倘若其方案未被议会以绝大多数多数否决，内阁成员便能继续保有其职位。
共和国议会是一院制机构，包括230名普选代表，任期四年（除非总统解散议会举行强制选举），是国家主要的立法机关。葡萄牙的法院系统包括司法法院、行政法院及财政法院；最高法院是最终上诉机关，拥有最高决定权。宪法法院包括13名成员，负责监督法律的合宪性。
葡萄牙实行多党制，现今以社会党和社会民主党为两大党派；此外还有统一民主联盟（葡萄牙共产党主导）、左翼集团和CDS—人民党等党派。
此外，前王室家族的首领、第24任布拉干薩公爵杜阿爾特·皮奧在葡萄牙国内有一定影响力。

### 法律
葡萄牙法律属大陆法系，主要法律包括宪法（1976年修订），民法（1966年修订）和刑法（1982年修订）。其余相关法律还包括1888年修订的商法和1961年修订的民事诉讼法。葡萄牙的最高法院包括宪法法院和最高法院，此外还有司法部长管理的独立检察官机构檢察院。
葡萄牙早在19世纪便逐步废除死刑，是世界上较早废除死刑的国家之一。葡萄牙的最大刑期被限制在25年。
葡萄牙在2001年废除了一切占有毒品的刑罚，创下世界首例，包括但不限于在许多发展中国家被视作非法的大麻、可卡因、海洛因和麥角酸二乙酰胺等。虽然持有毒品是合法的，但贩运以及持有并个人服用10日以上者仍会被处以监禁或罚款。如果一名持有毒品的公民被抓捕，都可选择性地前往解毒机构实行治疗。尽管葡萄牙的毒品政策因被怀疑大幅增加毒品消费而遭到许多欧洲国家的批评，葡萄牙的吸毒率及HIV感染病例数至2009年大幅下降了50%，而青少年（16岁—18岁）吸毒者人数也有所下降，但大麻的使用率仍有轻微上升。
2010年5月31日，葡萄牙宣布同性婚姻合法，成为世界第八个及欧洲第六个承認同性婚姻的國家，法令在6月5日正式生效。2016年3月1日，葡萄牙允许同性收养；同年5月13日起，女同性恋情侣可接受医学辅助生育。2017年1月，葡萄牙通过新《性别认同法》，简化了性别更换及跨性别更名的程序，使得跨性别主义人群得以更加方便地改变他们的性别认同状况。
葡萄牙的执法部门有起国家宪兵效用的共和国国家卫队，起民警效用的治安警察以及检察院麾下的司法警察，是高度专化的刑事调查警力。

### 行政区划
葡萄牙本土被划为18个区（distrito），亚速尔和马德拉被划为自治区（região autónoma）。18个区被分为308个市镇（ 或 ），在2013年的改革中又细分为3092个堂區（freguesia）。在欧盟制定的地域统计单位命名法中，葡萄牙又被划为了亚速尔大区、阿連特茹大區、阿尔加维大区、中部大区、里斯本大區、马德拉大区和北部大區七个大区。

## 军事
葡萄牙的武装力量由正规军和国家安全部队组成，於國內实行义务兵、志愿兵、合同兵结合的兵役制。2011年，正规军有总兵力3.99万人，其中陆军22100人，海军10600人，空军7200人。此外，还有预备役部队、准军事部队，包括共和国的国民防卫队和警察等20多万人。
- 葡萄牙陸軍的凱迪拉克蓋集V-100裝甲車
- 葡萄牙F-16A「戰隼」戰鬥機
- 停放在Lajes空軍基地的葡萄牙空軍SA330「美洲獅」直升機
- 葡萄牙P-3C+「獵戶座」巡邏機

## 经济

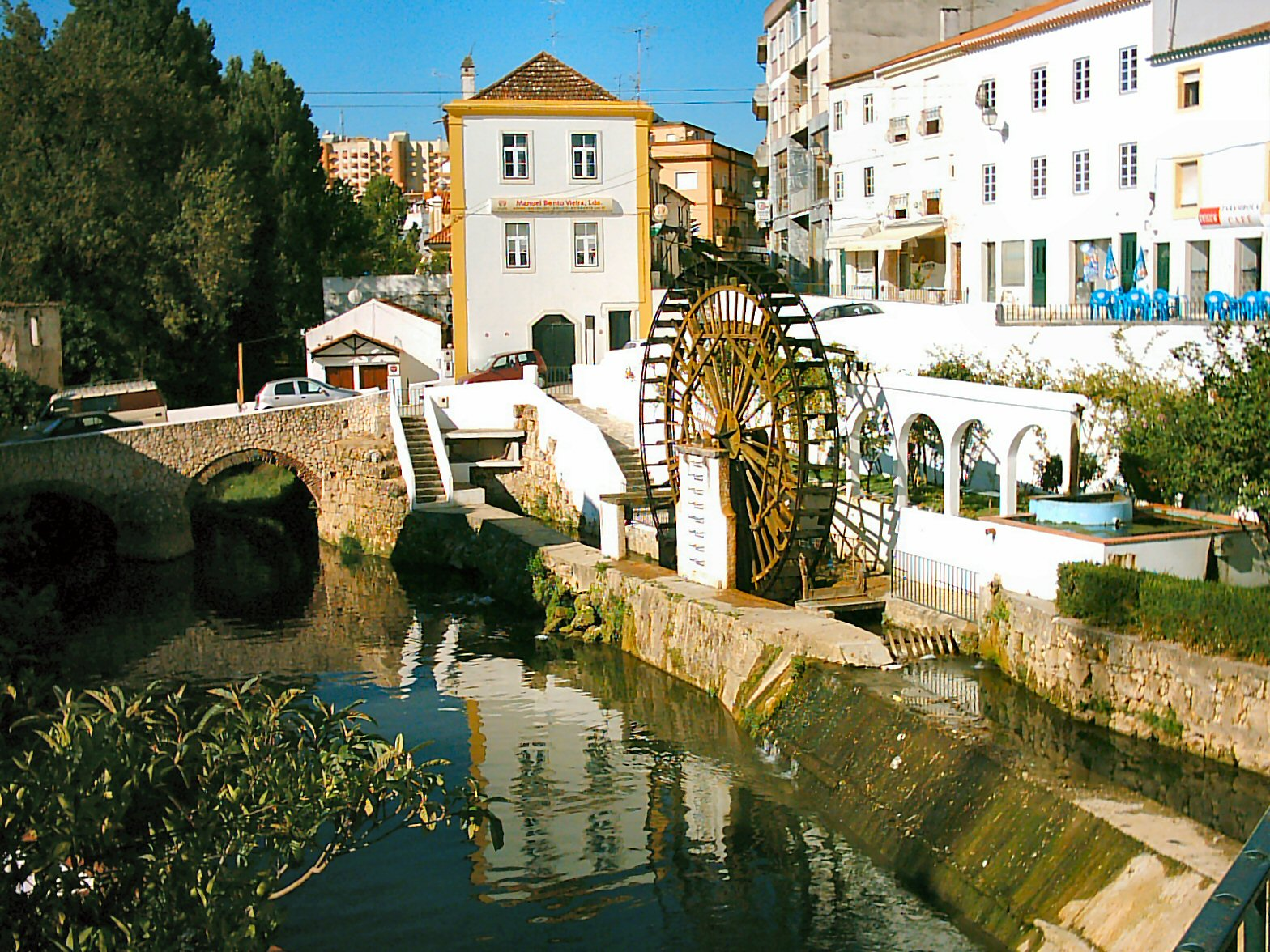
Torres Novas市的水車

葡萄牙是現代工業化和農業化的发达國家，農業中栽種橙乃葡萄牙最享負盛名。工業方面則有金屬提煉、化工、石油等。但最出名的卻是以水松木製造的酒瓶軟木塞和沙丁魚罐頭，位居全世界前列，有“酒瓶軟木塞王國”和“沙丁魚罐頭王國”的美稱。
葡萄牙貨幣目前是用欧元，是歐元創始國成員之一。

## 交通

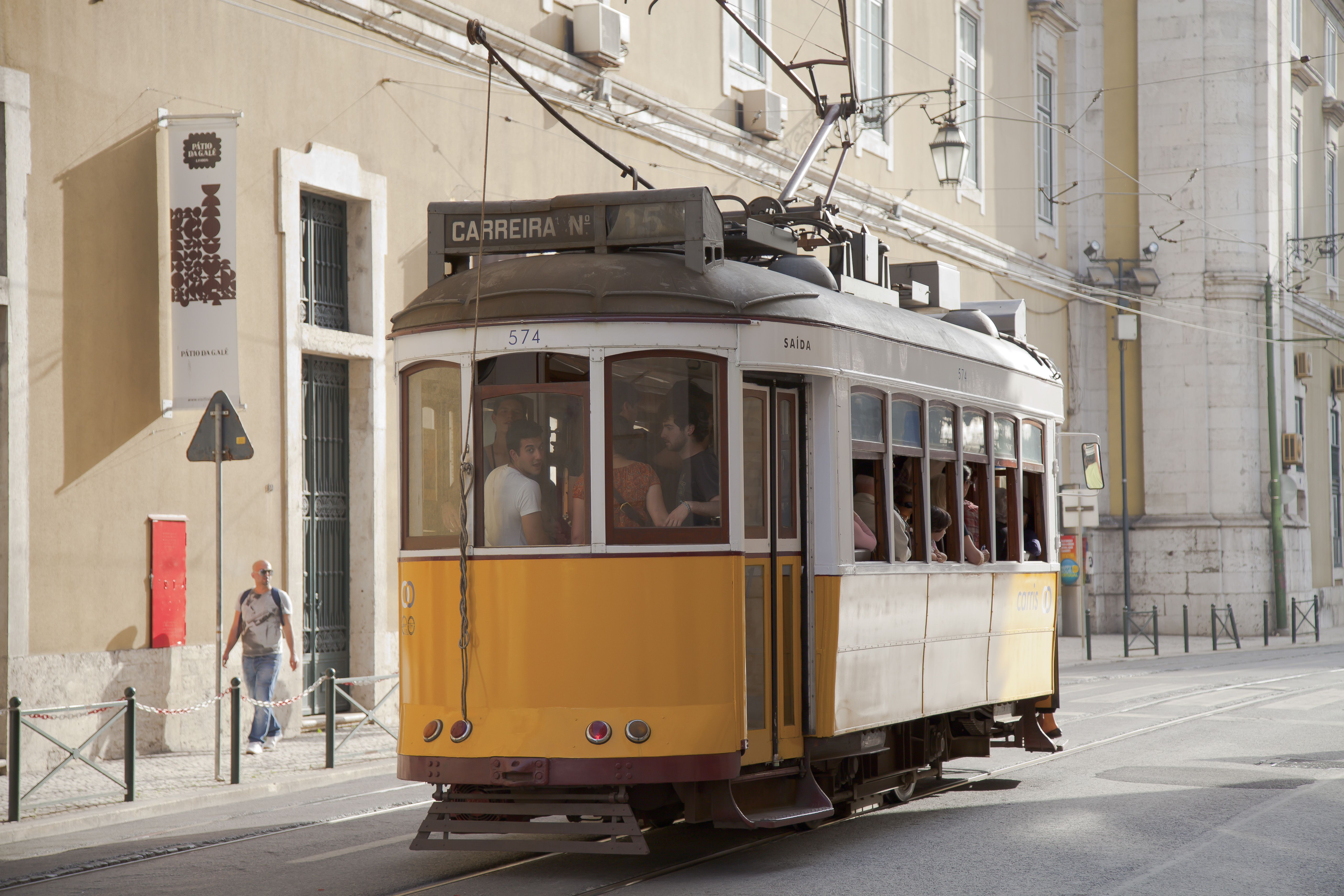
里斯本阿森納街路面的有軌電車

## 人口和宗教
| 2021年葡萄牙宗教人口普查 | 2021年葡萄牙宗教人口普查 | 2021年葡萄牙宗教人口普查 | 2021年葡萄牙宗教人口普查 | 2021年葡萄牙宗教人口普查 |
| ------------------------ | ------------------------ | ------------------------ | ------------------------ | ------------------------ |
|                          |                          |                          |                          |                          |
| 天主教                   | 天主教                   |                          | 80.2%                    | 80.2%                    |
| 其他基督教教派           | 其他基督教教派           |                          | 4.6%                     | 4.6%                     |
| 無宗教信仰               | 無宗教信仰               |                          | 14.1%                    | 14.1%                    |
| 其他                     | 其他                     |                          | 1.1%                     | 1.1%                     |

葡萄牙使用葡萄牙語，是全世界葡萄牙語国家的母国，另一個說葡萄牙语的大國為巴西。
葡萄牙最大的宗教為基督教，佔全國人口的84.8%，其中最大的基督教教派是天主教，佔全國人口的80.2%，所以葡萄牙是天主教國家，約有4.6%的人口信仰新教、東正教等基督教教派。

### 语言

葡萄牙语圈

葡萄牙的官方语言是葡萄牙语，属于罗曼语族。葡萄牙语脱胎于古代拉丁语，在大约2,000年前由被罗马同化的伊比利亚半岛凯尔特人、琉息太尼亚人和伊比利亚人所使用。较为成熟的葡语起源于葡萄牙北部以及西班牙的加利西亚，称为“加利西亚-葡萄牙语”，在葡萄牙独立建国前流行于当地。今日之加利西亚语与葡语相近，而加利西亚亦为葡萄牙语国家共同体的非国家协商观察员之一。此外，葡语与西班牙语亦拥有许多共同点，相似词汇达到89%，受教育者能够轻易地互相沟通。
15至16世纪，随着葡萄牙人的航海活动和殖民扩张，葡萄牙语得到广泛传播。葡萄牙语的母语人口遍布五大洲。截至2013年，葡萄牙语是巴西、安哥拉、莫桑比克、佛得角、圣多美和普林西比、几内亚比绍、赤道几内亚、东帝汶以及澳门的官方语言（或之一），组成葡萄牙语圈。而巴西现拥有为人数最为庞大的葡语人口（2012年为2亿人）。
米兰德斯语是杜罗河畔米兰达部分村镇使用的语言，大约拥有6,000至7,000名母语使用者。
此外，根据英孚教育发布的英语熟练度指数，葡萄牙人的英语平均熟练度相对欧洲其他国家（如意大利、法国和希腊）较高。

## 教育
葡萄牙公共教育体系分为學前教育（3-5岁），基础教育（6-15岁，1-9年级），中等教育（16-18岁，10-12年级），高等教育。基础教育是九年义务教育，规定每年9月15日凡年龄满六岁的儿童都必须入学读书。基础教育共分为三个学段，第一学段共四年（1-4年级），第二学段共二年（5-6年级），第三学段三年（7-9年级）。其中，1-6年级是小学教育，7-9年级为初中教育。中等教育是非强制性的，分为普通高中教育、技术职业教育两种类型。
葡萄牙高等教育分两种，主要分为大学教育和技术教育。技术教育主要是提供高等技术培训，着重应用研究和实践方面，一般授予大专学位，课程为期二至三年，少数达四年，教授的专业主要是技术、艺术和教育方面。除此之外，还有少部分高等院校开设会计、工程造型艺术和设计等学系。私立大学收的学费是比较高的。
葡萄牙國內著名的大學有科英布拉大學、里斯本大學、波爾圖大學等。其中科英布拉大學始建于1290年，是葡萄牙歷史最悠久的大學，同时这也是欧洲最古老的大学之一。

## 退休
从2020年起，葡萄牙的男性和女性退休年龄均为66岁零5个月。

## 文化
葡萄牙不論在文字、藝術和建築皆有著濃重的拉丁味道，並受天主教文化極深。舉例，葡萄牙人的姓名一般都相當長，包含了四至六個詞彙，並主要是參考拉丁語拼湊而成。一些葡萄牙人常見的名字，如等都是屬於拉丁詞彙。而葡萄牙境內天主教教堂相當多，有濃厚的羅馬天主教味道。
2010年5月17日，葡萄牙正式成为世界上第8个承认同性婚姻的国家。

### 文学

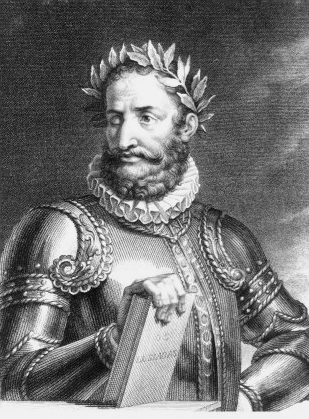
路易·德賈梅士是葡萄牙的杰出诗人

葡萄牙文学历史悠久，以文字和歌词的形式发展。1350年前后，操加利西亚-葡萄牙语的游吟诗人开始在伊比利亚半岛的大部分地区传播文学文化。吉尔·维森特是西葡两国戏剧文化传统共同的奠基人。16世纪的路易·德賈梅士是葡萄牙的杰出诗人，创作有《卢济塔尼亚人之歌》（Os Lusíadas），他的创作风格深受古罗马维吉尔所作之《埃涅阿斯纪》的影响。现今葡萄牙诗歌植根于新古典主义和当代创作风格，诗人费尔南多·佩索阿是现代最为著名的葡国文学家。其他著名的葡萄牙文学家包括阿尔梅达·加雷特、卡米洛·卡斯特洛·布兰科、埃萨·德凯罗斯、索菲娅·德梅洛·布雷内·安德烈森和米格尔·托尔加等。若泽·萨拉马戈是1998年诺贝尔文学奖得主。

### 美术
葡萄牙美术历史悠久，15世纪哥特式绘画时代的画家努诺·贡萨尔维斯为最早成名者之一；此外若泽·马略阿和科伦巴诺·博尔达洛·皮涅罗是著名的现实主义自然派画家。前者以其《法朵》出名，而后者则以其所作的人物肖像闻名，作有包括诗人安特罗·德肯塔尔和前总统特奥菲洛·布拉加等人的肖像画。20世纪现代主义兴起，当时最为杰出的现代主义画家例如阿马德奥·德索萨·卡多索，深受法国人德洛奈的影响。此外卡洛斯·博特略和若泽·德阿尔马达·内格雷罗斯亦是此时期的代表人物，其中后者是诗人佩索阿的好友，作有佩索阿的肖像画，他深受当时的立体主义和未来主义潮流影响。今日葡国有名的画家包括玛丽亚·埃伦娜·维埃拉·达席尔瓦、儒利奥·波马尔、若阿纳·瓦斯康塞洛斯、茹利昂·萨尔门托和葆拉·雷戈。

### 飲食

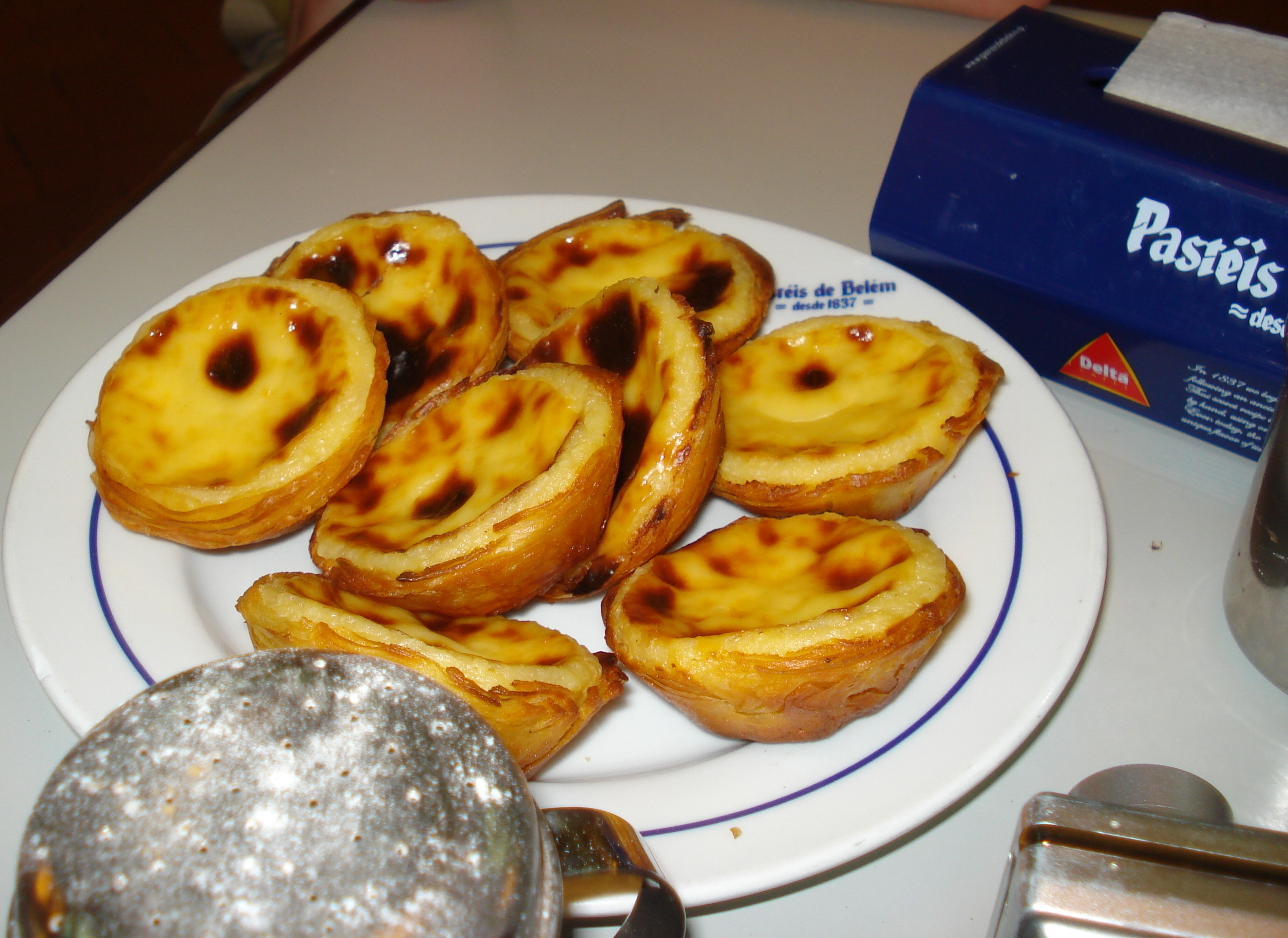
葡式蛋挞自20世纪90年代起成为世界热门甜点

葡萄牙饮食颇为多元。葡萄牙人喜食海鲜，有特色菜式干鳕鱼，称之为马介休，配方多达数百种，烤沙丁鱼也广受欢迎。卡尔德拉达（Caldeirada）也是葡萄牙人的特色海鲜菜式，是含有鲜鱼和马铃薯的海鲜浓汤。其余葡式肉菜原料包括牛肉、猪肉、羊肉和鸡肉，例子有葡萄牙乱炖、黑豆燉肉、巴西烤肉、葡萄牙仔猪肉和阿连特茹猪肉炖蛤蜊等。葡萄牙北方也有特色菜式，例如Arroz de sarrabulho和Arroz de cabidela等。葡萄牙的葡萄酒自罗马时期就已经开始出口。罗马人将他们的酒神巴克科斯与葡萄牙联系起来。如今这个国家仍享誉于众多葡萄酒爱好者，其葡萄酒曾荣获多次国际大奖。

### 音乐
法朵是葡萄牙著名的传统民谣。可追溯至1820年代，但起源可能更早。在大眾觀念中，法朵的特色是有著悲慟的曲調與歌詞，其通常與海或贫困的人生有關。然而，事實上，法朵僅單單是一種歌曲形式，其可以與任何事物有關，但必須遵守一定的結構。
除了民間音樂、法朵音樂和古典音樂外，葡萄牙還有其他現代音樂，如流行音樂和其他類型的現代音樂，尤其是來自北美和英國的音樂，以及範圍廣泛的葡萄牙、加勒比、葡語非洲和巴西藝術家和樂隊。
法朵音乐普遍与葡萄牙文的“Saudade”一词（可以理解作怀念或渴望某物或某人）有关。有些爱好者主张，法朵的起源是非洲奴隶节奏融入葡萄牙水手的传统音乐，并受到阿拉伯音乐的影响，所产生的混合体。
但是，法朵只于1840年后出现在里斯本，那是为人所知并所吟唱的仅限于fado marinheiro (水手法朵)。像“cantigas de levantar ferro”这首歌，当时仅流传于水手间。彼时法朵在葡萄牙的其他地区并不为人所知。甚至在西班牙南部——那里直到十五世纪末都一直深受阿拉伯影响，都无人知道法朵。直到十九世纪初，都未曾出现过对法朵的书面记录。

### 体育

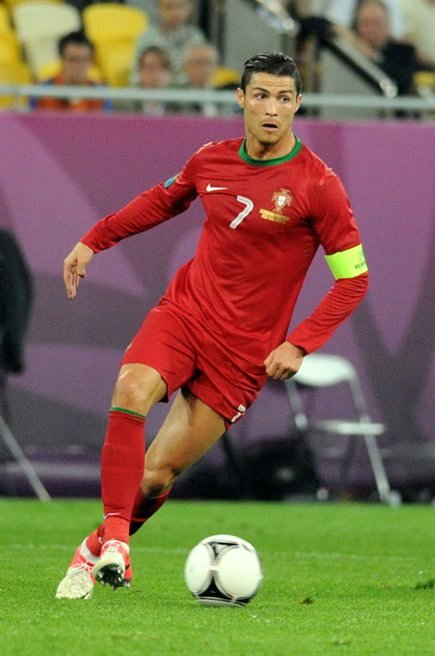
基斯坦奴·朗拿度是现今葡萄牙国家足球队队长，为世界上最为杰出的足球运动员之一

足球是葡萄牙最受欢迎的体育运动，建立有从业余水平到世界级职业水平的完善足球联赛系统且培养有众多世界级球星。出生于津巴布韦的尤西比奧是葡萄牙足球的传奇人物，司职前锋的他以惊人的速度著称，有着“黑豹”的绰号。、雷·哥斯達和基斯坦奴·朗拿度（「C罗」）都是世界级的足球运动员，其中和C朗曾是国际足联金球奖的得主。葡萄牙亦拥有许多出色的足球教练员，如祖些·摩連奴、費蘭度·山度士、卡路士·昆洛斯、佐治·謝蘇斯和曼努埃尔·若泽·德热苏斯等等。
葡萄牙国家足球队（Seleção Nacional）于2016年欧洲足球锦标赛中夺得冠军，此外，还在2004年欧洲足球锦标赛中夺得亚军，在1966年世界杯足球赛中获得季军，在2006年世界杯足球赛中获得殿军。青年赛事方面，葡萄牙是两届U20世界杯足球赛（1989年和1991年）的冠军。、賓菲加和是葡萄牙最为成功的三家足球會，称为“三强”（os três grandes）。此三家足球俱乐部曾夺得8个欧足联冠军锦标。除足球外，此三家体育俱乐部在其他体育领域，如曲棍球、篮球、室内五人制足球、手球或排球界都拥有优秀成绩。
葡萄牙的滑轮曲棍球队颇具实力，共夺得15次世界冠军和21次欧洲冠军，夺冠次数皆为赛事最多。葡萄牙最为成功的滑轮曲棍球俱乐部除“三强”外，还有巴塞卢什。葡萄牙国家橄榄球队以业余球员为班底参加了2007年世界杯橄榄球赛，开创先例。葡萄牙的七人制橄榄球队拥有IRB世界七人制橄欖球巡迴賽的参赛权。
环葡萄牙自行车赛是重要的公路自行车赛事之一，成功的自行车俱乐部有、博阿维斯塔、和马亚。在动力运动领域，葡萄牙举办有葡萄牙拉力赛，设有埃斯托里尔赛道、阿尔加维国际赛车场、雷阿尔城赛道和博阿维斯塔赛道，此四者皆为世界房车锦标赛下属之世界房车锦标赛葡萄牙站所使用的赛道。
葡萄牙是传统田径强国，夺得有许多欧洲赛事、世锦赛和奥运会的奖牌。棍术是源于葡萄牙北部的传统武术，对抗双方使用棍棒互相击打。马术方面，葡萄牙曾赢得2006年的世界鸭球锦标赛冠军，并在2008年的马球世界杯上夺得季军。游泳和水球是流行于葡萄牙的两大水上运动。葡萄牙的气候条件使其成为优良的高尔夫球场选址地。此外，在击剑、柔道、风筝冲浪、赛艇、帆船、冲浪、射击、三项全能和滑浪風帆领域，葡萄牙运动员皆颇具实力，揽有多项世界荣誉。葡萄牙残疾人运动员亦于残奥会之游泳、硬地滚球与摔跤项目夺得过金牌。生存遊戲、钓鱼、高尔夫球、徒步旅行、打猎和野外定向都是受欢迎的民间体育运动。

### 節日
- 1月1日：元旦
- 2月28日：狂歡節
- 復活節聖週五
- 4月25日：自由日（不適用於2013年—2019年）
- 5月1日：勞動節
- 6月10日：葡萄牙日、賈梅士日暨葡僑日（國慶日）
- 6月13日：聖安多尼瞻禮（只適用於里斯本）
- 8月15日：聖母升天節
- 6月24日：聖若翰瞻禮（只適用於波尔图）
- 10月5日：共和國日（不適用於2013年—2019年）
- 11月1日：諸聖節（不適用於2013年—2019年）
- 12月1日：恢復獨立紀念日（不適用於2013年—2019年）
- 12月8日：聖母無染原罪瞻禮
- 12月24日：平安夜
- 12月25日：聖誕節

## 参見
- 葡萄牙觀光
- 葡萄牙歷史省份
- 葡萄牙行政區劃
- 葡萄牙語

葡屬殖民地
- 葡萄牙帝國
  - 葡屬東非 → 莫桑比克
  - 葡屬巴西 → 巴西
  - 葡属马六甲 → 馬來西亞马六甲
  - 葡佔屯門 → 英屬香港屯門 → 中華人民共和國香港特別行政區屯門
  - 葡屬澳門 → 中華人民共和國澳門特別行政區
  - 葡屬安哥拉 → 安哥拉
  - 葡屬印度 → 印度果阿
  - 葡屬帝汶 → 印尼東帝汶省 → 东帝汶

## 延伸阅读
[在维基数据编辑]
 《明史卷三百二十五》，出自《明史》
 《清史稿/卷160》，出自趙爾巽《清史稿》